# 渡辺利一郎
渡辺 利一郎（わたなべ りいちろう、1916年10月 - 1984年12月2日）は、日本の柔道家（講道館8段）。

## 略歴
現在の栃木県足利市に生まれ、小学4年生頃より本格的に柔道を始める。天才柔道少年と呼ばれ新聞にも掲載され話題になった。
1932年初段取得。現在よりも初段取得が難しく、2段を持っていれば警察署等で充分に柔道教師が務まった当時、渡辺は翌33年1月に2段となって飯塚国三郎（のち10段）の門下となり、同年8月には3段に昇段。翌1934年には4段に進んで1936年1月に弱冠19歳で5段と、異例の早さで昇段を重ねた。この間、飯塚の助手として東京農業大学や東京工業大学、慶應義塾大学、立正大学のほか水産講習所で指導の傍ら自身も修行に励み、講道館の高等柔道教員養成所を卒業した。
選手としては得意の一本背負投を以って1934年に明治神宮大会青年団の部で準決勝に進出し、1936年の日光東照宮大会5段の部で優勝を果たしている。
その後1937年の海軍入隊を経て、神奈川代表として出場した1941年の日本選士権では一般の部で3位入賞。
指導者としては防衛大学校師範、東海大学名誉師範、神奈川県立武道館師範を歴任する傍ら、1955年に神奈川県横須賀市に構えた整骨院併設の「渡辺道場」で小中学生を中心に後進の指導に汗を流した。
自身の教え子には東京五輪金メダリストの猪熊功や後にプロ野球選手となる森徹、大相撲力士の廣川泰三らがいる。
全日本柔道連盟理事並びに神奈川県柔道連盟会長、横須賀地区柔道協会会長として県内外の柔道振興に尽力した渡辺だったが、在職中の1984年にクモ膜下出血のため急逝。